# Этикет в Северной Америке
Правила этикета не одинаковы во всей Северной Америке и между разными субкультурами этого региона могут различаться. Как США, так и Канада унаследовали свои культурные и лингвистические особенности из Европы, и в основном к обеим странам применимы правила европейского этикета, особенно в относительно формальных обстоятельствах, где влияние европейской культуры особенно сильно.

## Основные принципы
В ранних руководствах по североамериканскому этикету предполагалось, что усвоить манеры и обычаи «высшего общества» может каждый, но некоторые авторы уже тогда отмечали, что те люди, которые «в своей жизни испытали трудности и лишения», на самом деле относятся к правилам этикета «с презрением и насмешкой». В современных руководствах концепция «высшего общества» не применяется. Вместо этого этикет считают способом «выбрать линию поведения в ежедневной рутине» и преодолевать «давление современной жизни, из-за которого всё труднее оставаться вежливым». Соответственно изменилось и содержание книг по этикету; если в начале XX века в них подробно описывали, как обращаться с прислугой, дать званый обед или вести себя в незнакомом обществе, то теперь подчеркивается уважение к представителям всех классов, рас и народностей.
Этикет — это протокол, правила поведения, о которых следует помнить, но которые редко доходят до личных нужд и забот. Хорошие манеры включают в себя не только социально приемлемое поведение. Они выражают отношение к окружающим, их самоуважению и чувствам.
Эти изменения отражают уменьшение интереса общества к формальному этикету. Многие авторы считают, что он не должен иметь слишком классовый и чванливый характер, что правила поведения должны делать жизнь приятнее, однако другие настаивают, что правила всё же не должны быть слишком свободными, хотя и могут со временем изменяться: «вежливость не должна быть старомодной». Кроме того, считается, что знание этикета необходимо для успеха в делах. Хотя иногда правила этикета кажутся надуманными, в целом следование общепринятым обычаям помогает избегать неловкостей и недоразумений. Поэтому этикет не всегда подразумевает создание атмосферы расслабленности и комфорта.

## Основные правила
- Главное правило североамериканского этикета гласит: не следует говорить кому бы то ни было, что он(а) не следует правилам этикета, за двумя исключениями: 1) когда об этом специально спрашивают и 2) когда правильному поведению обучают родители, воспитатели или руководство.
- Никогда не следует заранее извиняться за грубость: «Не хочу показаться грубым, но…» — не лучшее начало разговора. Фраза «извините, мы тут пошепчемся», — тоже не делает разговор шёпотом приемлемым в обществе.
- Нельзя использовать особенности своей (суб)культуры для оправдания грубости, можно только для оправдания чрезмерной вежливости. Например, заявления типа «У нас как-то не принято посылать письма с благодарностями», — неприемлемы.
- Когда чьё-то поведение становится нетерпимым, следует привлечь внимание менеджера заведения или полиции. Если конфликт случился в частном доме, только хозяин, и желательно наедине, может поговорить об этом с виновником происшествия и в крайнем случае вежливо попросить его удалиться, но не «убираться вон».
- Каждый имеет право делать выводы о чужих личных достоинствах и недостатках, но их следует держать при себе, а не делиться с какой бы то ни было компанией.

## Общие стандарты

### Культурная идентичность и особенности
- Этикет североамериканцев позволяет им выбирать свою культурную, расовую, половую идентичность, а также сексуальную ориентацию, и в обществе выражать сомнение в правильности чужого выбора не принято. В профессиональном и прочих отношениях это считается несущественным.
- Считается невежливым делать какие-либо выводы о людях на основании их манеры говорить, общаться, вести себя в обществе, а также их гражданства, национальности или происхождения, принадлежности к той или иной семье, образования, экономического статуса, вероисповедания и т. д. Не следует также как-либо комментировать всё вышеперечисленное. Например, неправильно строить предположения о привычках или сексуальном поведении на основании половой ориентации.
- Следует избегать каких-либо разговоров или пытаться узнать что-либо из вышеперечисленного о ком бы то ни было в приличном обществе. Даже упоминание об этом может быть расценено как неприличное. Например, иностранец, назвавший афроамериканца негром, скорее всего будет считаться расистом.

### Личное пространство и личная информация
- Жители американского Запада, особенно чувствительные в отношении своего личного пространства, чувствуют себя неловко, если кто-либо приближается к ним на расстояние менее вытянутой руки. Терпимым это считается только в толпе или в подобных стеснённых обстоятельствах.
- Считается невежливым, особенно при первой встрече, задавать вопросы о религиозных и политических взглядах, возрасте, весе и прочих физических параметрах, женат собеседник или встречается с кем-либо. Можно раскрывать такого рода информацию только о себе, если это уместно. Личная информация считается доступной лишь для близких и родственников.
- Допустимо говорить комплименты относительно внешнего вида, одежды и причёски, но не следует намекать, что раньше было хуже (похудел, поправился, выглядит здоровее, чем прежде и т. п.). Невежливо также негативно комментировать чьё-либо состояние в выражениях типа «усталый» или «плохо выглядишь», кроме тех случаев, когда возникает серьёзная угроза для здоровья.
- Считается крайне неприличным спрашивать женщину, не беременна ли она, даже если это вполне очевидно, или трогать её живот, за исключением тех случаев, когда она сама об этом просит.

### Титулы и формы вежливого обращения
- Хотя обращение по имени к малознакомым людям в Америке широко распространено, оно считается фамильярным и в норме принято только среди родственников[12].  Вежливым обращением считается только обращение по фамилии или должности с прибавлением академической степени, звания  или слов «мистер», «мисс» или «миссис». Если собеседник предлагает обращаться к нему по имени, это означает приглашение подружиться, если же такое предложение не было высказано, то собеседник предпочитает держать дистанцию.
- Если профессиональный, академический, военный или политический титул собеседника известен (судья, полковник, преподобный, сенатор, доктор, профессор…), предпочтительнее использовать его, но употребление обычного «мистер» или «мисс» также допустимо.
- Если фамилия собеседника неизвестна, при обращении к мужчине, особенно в почтенном возрасте, допустимо употребление слова «сэр» без фамилии (в сочетании с именем или фамилией оно используется только при обращении к титулованным английским дворянам). Аналогичное обращение к женщине — «мадам» (звук д может быть опущен, «ма-ам»), а к девочке — «мисс»[13], которое может также употребляться с именем или фамилией. В то же время слово «мистер» невежливо употреблять без фамилии, это может означать либо намеренную грубость, либо выдавать невежество, свойственное иностранцам. В латиноязычной среде слово «сеньор» можно употреблять вместо обоих обращений, «сэр» или «мистер», то есть как с фамилией, так и без неё. Обращение «молодой человек» (young man) или «девушка» (young lady) употребляется только по отношению к детям и подросткам и считается менторским.
- Обращение «миссис» допустимо только к замужней женщине. Когда семейное положение неизвестно, используют обращение «миз», дама сама внесет ясность, если того пожелает. Оба обращения могут быть использованы как с именем, так и с фамилией, а если дама замужем, — как с фамилией мужа, так и с собственной девичьей фамилией. Однако, если дама предпочитает только один из указанных способов обращения, её выбор следует уважать[14][15].

### Язык
- Поправлять произношение собеседника или заканчивать за него фразы считается неприемлемым, если только он сам об этом не просит. Переспросить или уточнить, что собеседник желает сказать, допустимо, но если речь не идёт о вопросах жизни и смерти, то предпочтительно избегать повторений и пытаться найти какие-то альтернативные способы прийти к взаимопониманию (например, спросить о подробностях).
- Никогда не следует критиковать произношение или бедность языкового запаса собеседника. Любая попытка объясниться должна приниматься с уважением.
- Во франкоязычных регионах Канады считается неприличным ожидать обслуживания на английском языке. Франкоязычные могут не говорить по-английски, а англоязычные — по-французски. Если языковые предпочтения собеседника известны, то предпочтительнее обращаться к нему на его родном языке или уведомить его, что Вы на этом языке объясняться не в состоянии. Например, рекомендуется выучить простую фразу по-французски «Pardon. Je ne parle pas français. Parlez-vous anglais?» (Прошу прощения, я не говорю по-французски, Вы говорите по-английски?).
- Хотя в США по-английски говорит большинство населения, владение этим языком здесь также не обязательно. В некоторых районах больших городов (Нью-Йорк, Чикаго, Лос-Анджелес, Хьюстон, Майами) английский вообще не употребляется, и гости либо должны объясняться на языке местных жителей (чаще всего испанский или китайский, иногда итальянский, французский, немецкий, польский, украинский или русский), либо объясняться на ломаном английском.

### Деньги
- Хотя это часто происходит, обсуждение финансового положения, собственности и чьего-либо богатства или бедности считается невежливым. Никогда не следует спрашивать у кого бы то ни было, какая у него (неё) заработная плата[16].
- При расчетах передавать деньги из рук в руки допустимо, только если поблизости нет для этого стола или стойки бара. Финансовую помощь лучше предлагать настолько вежливо, насколько это позволяют обстоятельства.

### Головной убор
- Для мужчин носить головной убор в помещении считается невежливым, однако снимать его не обязательно в коридорах или в лифте. Всегда полагается снимать головной убор в зданиях церквей, принимая пищу, сидя за столом, а также при исполнении национального гимна. Эти правила распространяются и на женщин, носящих головные уборы мужские или унисекс (например, бейсбольные кепки)[17]. В зданиях синагог или молитвенных домов сикхов головной убор, напротив, следует надевать. На повязки и иные медицинские средства, закрывающие голову, правила о головных уборах не распространяются[18][19]
- Для женщин до середины XX века носить головной убор вне дома считалось обязательным, но в наше время этикет допускает несоблюдение этого требования. Принимая гостей, хозяйка должна быть с непокрытой головой[17].

### Личная культура
- Невежливо зевать в присутствии посторонних, в крайнем случае, следует прикрывать рот рукой[20].
- Сморкаться допустимо только в носовой платок или салфетку, но ни в коем случае не за едой[21]. Лучше для этого выйти и где-нибудь уединиться.
- Кашель, чихание и отрыжка в обществе допустимы только в носовой платок.
- Жевать с открытым ртом, чавкать и производить иные громкие звуки во время приёма пищи считается неприличным.
- В обществе вообще-то не следует пускать газы, но если уж это и произошло, то не следует делать совершенно никаких комментариев, даже извиняться нельзя[22].

## Личная жизнь
Эти правила являются общими для США и Канады и описывают приличия, принятые в кругу близких и друзей.

### Приглашения
- Правила гостеприимства требуют, чтобы приглашающий позаботился обо всём, что требуется для приглашённого[23]. Однако место для ночлега в этот список не входит. Гость должен сам позаботиться о транспорте и ночлеге, если в этом есть необходимость, а также должен быть одет соответственно случаю. Хозяин может вместе с приглашением дать рекомендации относительно выбора одежды[24]. Хозяин не должен ожидать от гостя участия в финансировании мероприятия («в складчину»).
- Если намечается встреча с долевым участием, главный организатор не считается хозяином, и поэтому может распределять организационные обязанности между участниками. Чтобы не возникло недоразумений, в этом случае обязанности участников определяются сразу при рассылке предложений о встрече, а не потом, когда «приглашение» уже принято.
- Приглашения не должны содержать какой бы то ни было информации о подарках, в том числе отказа хозяина от подарков.[23]. Гости должны подумать о подарке только в том случае, если они остаются у хозяина дольше, чем на один день[25].
- Приглашение распространяется только на тех, кто в нём упомянут. «Мистер и миссис Ивановы» не значит «Мистер и миссис Ивановы со всеми детьми и родственниками». В последнем случае в приглашении не принято указывать «…и вся их семья», а перечисляют всех поименно. Если в приглашении упомянуто несколько человек, то принять его могут не все. Например, миссис Иванова может явиться без мужа, а её супруг и дети — прислать открытку с извинениями.
- Обычно принято приглашать вместе с супругой или супругом, женихом, невестой, а также подружкой или бойфрендом, с которым приглашённая или приглашённый вместе живут или встречаются достаточно длительное время, чтобы все знали об установившихся между ними отношениях. Поскольку в приглашении принято указывать имя, в тех случаях, когда хозяину оно неизвестно, следует спросить об этом у приглашаемого[26]. Если вместе приглашенная пара не живёт, хозяин должен также узнать, не только с кем приглашённый желает прибыть, но и по каким адресам отправлять отдельные письменные приглашения, если таковые соответствуют обстоятельствам. В том случае, когда приглашение получил только один из пары, он может вежливо предложить хозяину послать также второе приглашение. Однако это недопустимо по отношению к людям, с которыми у приглашённого на самом деле тесных личных отношений нет, а они, например, лишь желательны. Ни гости, ни хозяин не должны оказаться в ситуации сводничества[27][28].
- Получив приглашение, следует ответить тем же способом, каким оно поступило, то есть по телефону, если хозяин звонил, письменно, если приглашение пришло почтой и т. д. Уведомить хозяина, принято приглашение или отклонено, следует даже в том случае, если пометка с просьбой прислать ответ на нём отсутствует, иначе хозяин будет чувствовать себя оскорбленным невниманием[29]. Принять приглашение значит связать себя определёнными обязательствами, и если они по какой-то причине не могут быть выполнены, приглашение следует отклонить. Ответ «может быть» этикет в таких случаях не допускает. Не явиться или отклонить уже принятое приглашение нельзя, этим можно обидеть хозяина и расстроить его планы. Исключения ранее допускались только в случае серьёзной болезни, смерти членов семьи или получения приглашения на другое мероприятие, организуемое лично президентом США. В наше время очень срочная и важная работа также считается серьёзной причиной. О сложившихся обстоятельствах хозяина надо уведомить как можно раньше и принести соответствующие извинения. В отличие от России, где в гости допустимо опаздывать, в Северной Америке принято приходить хотя бы на несколько минут раньше назначенного времени, чтобы не заставлять других гостей ждать опоздавшего.
- Формальные приглашения принято писать от руки[30][31], но если гостей собирается много, допустимы менее формальные приглашения в виде типографских карточек[29][32][33][34][35].

### Подарки
Любые подарки по любому поводу, в том числе к традиционным датам, например, по случаю праздника Рождества, должны считаться неожиданными и необязательными. Их следует принимать с улыбкой и благодарностью, выражая столь бурную радость, насколько позволяют обстоятельства.
- Ошибки.

Принимая подарок, не следует просить к нему товарный чек.
Рассылая приглашения, не следует заранее отказываться от подарков или требовать их только в виде наличных денег
Не следует в присутствии дарителя передаривать его подарок кому-то еще или пытаться вернуть его в магазин, чтобы получить деньги.
Не следует приглашать на «мальчишник» и другие предсвадебные торжества тех, кто не получит приглашения на саму свадьбу.
Как принимать, отказываться или использовать подарки
- Правильный ответ на любой подарок — вежливые слова благодарности. Поскольку подарки считаются неожиданными, не следует как бы то ни было негативно их оценивать. Например, не следует отвечать: «у меня уже такое есть», «это не в моём вкусе», «а другого цвета такое не производят?» или «мне это нравится, потому что это ты подарил(а)». Допустимо попытаться обменять подаренную одежду на такую же более подходящего размера, но так, чтобы даритель об этом не узнал.
- Не каждый подарок следует обязательно принимать. Например, если женатый пожилой мужчина дарит дорогие украшения молодой девушке, то ей следует с благодарностью вернуть подарок. Никто не обязан принимать в подарок щенка, если не имеет намерения заводить собаку. Активист движения за охрану животных не обязан принимать в подарок кожаный пиджак и т.д.
- Подарок переходит в собственность нового владельца, который может распорядиться им по своему усмотрению. Например, считается допустимым избавиться от него любым способом, подарить кому-то другому или продать, но не следует ставить об этом в известность дарителя. Соответственно, даритель не должен никогда впоследствии вспоминать или напоминать о своих подарках.

Выбор подарков
- Подарки принято дарить детям до 10 лет на день рождения либо молодым по случаю свадьбы или рождения ребёнка. Во всех остальных случаях подарки необязательны, поэтому на перечисленные праздники приглашают только родных и близких, от которых подарки ожидаются.
- Согласно североамериканскому этикету, на личных и религиозных праздниках (день рождения, свадьба, Рождество и т.п.) дарить наличные деньги, чеки или кредитные карты считается неправильным. Приглашённый должен достаточно хорошо знать хозяина, чтобы самому выбрать для него подарок. Наличные обычно дарят только малознакомым людям: подчинённым, посыльным, почтальону или швейцару[38]. Тем не менее, деньги дарят, например, если даритель существенно старше, а одариваемый небогат.

Благодарности
- Следует благодарить за каждый нетривиальный подарок в письменном виде и в срок не более двух недель. В письме принято уточнять, за какой именно подарок благодарят. Свадебные подарки не являются исключением из этого правила, за них тоже следует благодарить письменно[39][40].
- Устно следует благодарить при каждом случае, а в письменном виде — не всегда, но если письмо написано искренне и неформально, то оно никогда не будет неприятным.
- Хотя открытки со стандартным текстом благодарности всегда есть в продаже, лучше написать от руки. В бизнесе принято распечатывать письма на принтере и от руки подписывать.
- Кроме письма можно в свою очередь сделать какой-то подарок, и в благодарность за ответный подарок также следует послать письмо. Отвечать на обычное письмо с благодарностями не обязательно, но и не возбраняется[41].
- Если подарок был получен в денежном выражении, в письме принято упомянуть, что было приобретено на эти деньги. Исключение составляют те случаи, когда сразу много гостей преподнесло свои подарки в виде денег, как это бывает на свадьбах. Тогда допустимо поблагодарить просто за «щедрый дар».

### В гостях
- Принимая приглашение, не будет ошибкой уточнить, не надо ли что-то принести с собой, то есть не является ли вечеринка «складчиной». Если ответ отрицательный, то настаивать не следует. Даже если встреча действительно организуется «в складчину», то лучше считать гостем компании организаторов каждого, кто может принести не то, что соответствует общим ожиданиям.
- Являясь к кому-либо без приглашения, следует заранее предупредить хозяина о визите. На встречах, как формальных, например, на званом обеде, так и неформальных, типа пикников на природе, появляться незваным не следует. Исключение составляют только те неформальные встречи, о которых хозяин заранее оповещал как «открытых» для незваных гостей.
- Приходить в гости с подарком, как правило, не обязательно (см. раздел «Подарки»), но допустимо. Это могут быть цветы, напитки, которые можно поставить на стол, конфеты для детей и т.п. Такие подарки считаются благодарностью за гостеприимство, но не платой за него. Однако если кто-то несколько раз бывал в гостях у одних и тех же людей, то ожидается, что он также пригласит их к себе или в ресторан.
- Считается более приличным не приносить цветы с собой, а прислать их посыльным несколько ранее, чтобы хозяева могли подобрать для них вазу или подходящее место. Однако если цветы ожидаются от гостей, то хозяевам следует заранее озаботиться вазами и пр.[42]
- Гость, пришедший раньше остальных, может предложить хозяевам помощь в подготовке приёма, но хозяева могут принять такую помощь только от самых близких друзей и родственников, поэтому гость не должен настаивать[43].
- В беседе гости могут разбиваться на группы, однако считается невежливым общаться с одним человеком слишком долго.

Угощение
- Гости не должны приносить в подарок что-либо, что нужно немедленно ставить на стол, например, ростбиф или лазанью, так как это может быть расценено, как пренебрежение к хозяевам, якобы неспособным поставить достойное угощение[44]. Такое допустимо только по предварительной договорённости с хозяином.
- Все подарки, включая съедобные, должны быть такими, чтобы хозяин мог выбирать, разделить их со своими гостями или отложить на другой случай.
- Гости, если только это не ближайшие родственники, не должны требовать от хозяина чего-то соответствующего их ограничениям в диете[45]. Если есть сомнения в том, что на столе найдется что-то подходящее, то лучше либо не ходить в гости голодным, либо вообще отказаться от приглашения. Со своей стороны, хозяин может заранее поинтересоваться у гостей, какой диеты они придерживаются, и ограничения можно обсудить, принимая приглашение, но не за столом.
- Приглашать гостей к столу следует не позднее, чем через полчаса после назначенного времени. Как минимум, в это время должны быть предложены закуски. Соответственно, гости не должны опаздывать. Напитки (хотя бы воду) следует подавать не позднее, чем через 10 мин после прибытия первого гостя, независимо от того, насколько рано он появился. Если кто-то из гостей опаздывает, хозяин не должен задерживать подачу блюд, каким бы важным ни был опаздывающий гость.
- Гость может отказаться от любого блюда до того, как оно попало на его тарелку. Если гостей обслуживают персонально, а не пускают блюдо по кругу, то хозяин должен спросить, не желает ли его гость то и это. Следует избегать ситуаций, когда гость сидит перед полной тарелкой пищи, к которой он не в состоянии прикоснуться из-за своих вкусов, плохого аппетита или ограничений в диете.

### За столом
- Считается невежливым начинать есть раньше, чем наполнились тарелки у всех, кто сидит за столом. Обычно первым начинает есть хозяин или тот, кто сидит во главе стола. Исключение допускается для очень больших банкетов, когда горячее может остыть, пока официанты обслужат всех присутствующих.
- Если требуется на время выйти из-за стола, следует извиниться, иначе это будет воспринято как демонстративный акт. Объяснять причину не нужно, так как обычно выходят в туалет, а за столом об этом не говорят.
- Ни в коем случае не следует за столом как-либо комментировать выбор блюд соседями. Вопрос типа «почему Вы не едите мясо?» считается крайне грубым, так как даёт повод для вопросов о здоровье либо высказывания своих убеждений вегетарианцами и приверженцами разных религий.
- Не существует понятия «застолье», за столом обычно собираются семьёй, в тесном кругу.

## Социальная жизнь
Этот раздел описывает отношения с незнакомыми и малознакомыми людьми.

### В дверях
- Считается вежливым придержать дверь перед следующим прохожим, чтобы она не ударила его по лицу. В свою очередь, тот, перед кем дверь придерживают, должен поблагодарить.
- Нельзя ломиться в лифт, вагон, автобус и т. д., пока не вышли те, кто желает выйти. Если же кто-то мешает выйти, следует громко извиниться и попросить дать пройти.

### Сидячие места
- Если количество сидячих мест в транспорте или в месте ожидания на вокзале, аэропорту, в приёмной зубного врача и т. д. недостаточно для всех присутствующих, можно уступить место тем, кто очевидно в этом нуждается, то есть инвалидам, беременным или пассажирам с грудными детьми[46]. Требовать, чтобы молодые люди уступили место пожилым, невежливо, так как юноша с заболеванием ног может больше нуждаться в сидячем месте, чем здоровый мужчина в 75 лет.
- В Северной Америке не принято уступать место женщинам только потому, что они принадлежат к другому полу, это может быть расценено как флирт или сексизм (дискриминация по половому признаку).
- Если сидячих мест достаточно, то между сидящими должно быть хотя бы одно пустое место. Не следует подсаживаться близко к незнакомым людям, если в этом нет необходимости.

### В ресторане
- Если официанты следуют принятому этикету, то подзывать их нет необходимости, они подходят сами. Поэтому жестикулировать, подзывая официанта, считается грубым. В менее формальных обстоятельствах, например, если ресторан не в европейском стиле, можно подозвать официанта взглядом, кивком головы или подняв указательный палец, знак внимания. При необходимости можно вслух извиниться и, предпочтительно, назвать официанта по имени, которое обычно указано на его бедже. Если официант невнимателен, лучше поговорить с менеджером, чем гоняться за самим официантом по всему ресторану.
- Официанты не должны сами укладывать салфетку посетителя у него на коленях.
- Посетитель может вежливо разговаривать с официантом, но не обязан это делать, если занят разговором за столом.

### Чаевые
- Чаевые обычно даёт только глава стола или главный организатор встречи. Гостям этого делать не следует, так как ставится под сомнение щедрость виновника торжества. Последний выдаёт чаевые официантам по завершении мероприятия[47].
- В прошлом считалось неприличным давать чаевые непосредственно владельцу ресторана, но в наше время это допустимо.
- Размеры чаевых в Северной Америке обычно составляют 15–20% от суммы счёта.
- Оставлять на столе мелкую монетку в качестве «чаевых» считается грубым. Если обслуживание было неудовлетворительным, лучше сказать об этом менеджеру и не давать чаевых совсем.

### Общение со служащими
- С работниками ресторанов, магазинов, парикмахерских, банков, правительственных организаций и т.д. следует разговаривать вежливо. Грубость, считавшаяся нормой в прошлом, в наши дни неприемлема. Привлекать к себе внимание свистом, щёлканьем пальцами, шелестением купюр или криком нельзя.
- Хотя служащие и посетители, особенно на американском Юге, часто обращаются друг к другу неформально («дорогуша», «милейший», «куколка»…), это неправильно и может быть расценено как покровительственный тон или просто показатель непрофессионализма[48]. В данных обстоятельствах допустимы лишь формальные вежливые обращения: «сэр», «мадам», «мистер» или «миссис» Такая-то (см. раздел Титулы и формы вежливого обращения).